# ホアキン・カパロス
ホアキン・カパロス・カミーノ（Joaquín de Jesús Caparrós Camino , 1955年10月13日 - ）はスペイン、アンダルシア州セビリア出身の元サッカー選手、サッカー指導者。若手の育成に高い評価を得ている。

## 経歴
1999年にはセグンダ・ディビシオン（2部）のビジャレアルCF監督に就任したが、フロントと対立し、わずか7試合指揮しただけで辞任した。2000年、セグンダ・ディビシオンのセビージャFCの監督に就任すると、2000-01シーズンにはセグンダ・ディビシオン優勝とプリメーラ・ディビシオン（1部）昇格を果たした。2003-04シーズンには6位、2004-05シーズンにも6位となり、2シーズン連続してUEFAカップの出場権を獲得した。ヘスス・ナバス、ホセ・アントニオ・レジェス、セルヒオ・ラモスら有能な若手選手を発掘・育成した功績は大きく、セビージャが強豪クラブへ成長できたのはカパロスの手腕に負うところが大きい。
2005年6月、一時代を築いたハビエル・イルレタの後任としてデポルティーボ・ラ・コルーニャの監督に就任した。2007年6月、契約を1年残して辞任した。同年7月、会長選挙に巻き込まれるのを嫌って退任したホセ・マヌエル・エスナルの後任として、アスレティック・ビルバオの監督に就任した。2008-09シーズン、コパ・デル・レイ準優勝によりUEFAヨーロッパリーグ出場権を獲得した。ビルバオにおいても、ミケル・サン・ホセ、シャビエル・カスティージョ、イケル・ムニアインなどの若手選手に出場機会を与え、成長を促した。2011年、マルセロ・ビエルサ招聘を公約に掲げたホス・ウルティアが新会長に当選し、カパロスはビルバオ監督を退任した。同年にはスイス・スーパーリーグのヌーシャテル・ザマックス監督に就任したが、フロントと対立し、わずか5試合指揮しただけで辞任した。深刻な財政難に悩まされていたRCDマヨルカ監督に就任すると、目標の残留を楽々達成し、8位で2011-12シーズンを終えた。2017-18シーズン途中に解任されたヴィンチェンツォ・モンテッラの後任としてセビージャFCの監督に就任した。2020年3月10日、アルメニア代表の監督に就任した。

## 監督成績
2019年5月23日現在
| クラブ                     | 就任          | 退任           | 記録  | 記録 | 記録 | 記録 | 記録  | 記録  | 記録 | 記録   |
| クラブ                     | 就任          | 退任           | 試    | 勝   | 分   | 敗   | 得    | 失    | 差   | 勝率   |
| -------------------------- | ------------- | -------------- | ----- | ---- | ---- | ---- | ----- | ----- | ---- | ------ |
| ヒムナスティコ・アルカサル | 1990年7月1日  | 1992年6月30日  | 88    | 37   | 29   | 22   | 114   | 79    | +35  | 042.05 |
| コンケンス                 | 1992年7月1日  | 1993年6月30日  | 44    | 30   | 8    | 6    | 87    | 24    | +63  | 068.18 |
| マンサナレス               | 1994年7月1日  | 1995年6月30日  | 38    | 15   | 12   | 11   | 50    | 42    | +8   | 039.47 |
| モラロCP                   | 1995年7月1日  | 1996年6月30日  | 44    | 26   | 9    | 9    | 80    | 33    | +47  | 059.09 |
| レクレアティーボ・ウェルバ | 1996年7月1日  | 1999年6月30日  | 140   | 61   | 44   | 35   | 154   | 110   | +44  | 043.57 |
| サッカーアンダルシア州代表 | 1998年6月30日 | 2000年7月1日   | 2     | 2    | 0    | 0    | 3     | 0     | +3   | 100.00 |
| ビジャレアル               | 1999年7月1日  | 1999年10月4日  | 7     | 2    | 3    | 2    | 7     | 8     | −1   | 028.57 |
| セビージャ                 | 2000年7月1日  | 2005年6月3日   | 226   | 102  | 55   | 69   | 310   | 235   | +75  | 045.13 |
| デポルティーボ             | 2005年6月3日  | 2007年6月30日  | 98    | 38   | 25   | 35   | 110   | 114   | −4   | 038.78 |
| アスレティック・ビルバオ   | 2007年7月1日  | 2011年7月7日   | 187   | 70   | 44   | 73   | 242   | 260   | −18  | 037.43 |
| ヌーシャテル・ザマックス   | 2011年7月27日 | 2011年9月3日   | 5     | 1    | 3    | 1    | 4     | 5     | −1   | 020.00 |
| マヨルカ                   | 2011年10月3日 | 2013年2月4日   | 64    | 19   | 16   | 29   | 70    | 95    | −25  | 029.69 |
| レバンテ                   | 2013年6月9日  | 2014年5月27日  | 44    | 14   | 13   | 17   | 42    | 53    | −11  | 031.82 |
| グラナダ                   | 2014年5月28日 | 2015年1月16日  | 22    | 3    | 9    | 10   | 14    | 36    | −22  | 013.64 |
| オサスナ                   | 2016年11月8日 | 2017年1月5日   | 8     | 1    | 0    | 7    | 3     | 17    | −14  | 012.50 |
| アル・アハリ               | 2017年6月3日  | 2017年12月27日 | 16    | 6    | 4    | 6    | 21    | 25    | −4   | 037.50 |
| セビージャ (暫定)          | 2018年4月28日 | 2018年5月19日  | 4     | 3    | 1    | 0    | 7     | 4     | +3   | 075.00 |
| セビージャ (暫定)          | 2019年3月15日 | 2019年5月23日  | 11    | 6    | 1    | 4    | 16    | 11    | +5   | 054.55 |
| 合計                       | 合計          | 合計           | 1,048 | 436  | 276  | 336  | 1,336 | 1,151 | +185 | 041.60 |